# 斯氏伊克興甲鯰
斯氏伊克興甲鯰為輻鰭魚綱鯰形目甲鯰科的其中一種，為溫帶淡水魚，分布於南美洲阿根廷Juramento河上游、Salado河及玻利維亞Pilcomayo河流域，體長可達11.3公分，棲息在沙底質底層水域，以小型甲殼類及蠕蟲為食，生活習性不明。